# Йохан Фридрих (Брауншвайг-Каленберг)
Йохан Фридрих (на немски: Johann Friedrich;* 25 април 1625, дворец Херцберг, Херцберг; † 28 декември 1679, Аугсбург) от род Велфи (Нов Дом Люнебург), е херцог на Брауншвайг-Люнебург, през 1665 г. княз на Княжество Люнебург и от 1665 до 1679 г. княз на Княжество Каленберг в Хановер.

## Живот
Той е третият син на херцог Георг фон Брауншвайг-Люнебург и Каленберг (1583 – 1641) и Анна Елеонора (1601 – 1659), дъщеря на ландграф Лудвиг V от Хесен-Дармщат (1577 – 1626). Брат е на Кристиан Лудвиг (1622 – 1665), Георг Вилхелм (1624 – 1705) и Ернст Август (1629 – 1698).
Йохан Фридрих пътува във Франция и Италия, където през 1651 г. в Асизи става католик. След смъртта на най-големия му брат Кристиан Лудвиг той взема през 1625 г. за кратко управлението в Княжество Люнебург и след това управлението на Княжество Каленберг от 1665 г. с резиденция в Хановер.
През 1666 г. той прави село Харингехузен (Haringehusen) под името Херенхаузен (Herrenhausen) за своя лятна резиденция. На 30 ноември 1668 г. в Хановер се жени за Бенедикта Хенриета фон дер Пфалц (* 14 март 1652, † 12 август 1730) от род Вителсбахи-Зимерн, дъщеря на пфалцграф Едуард фон Пфалц (1625 – 1663) и Анна Гонзага (1616 – 1684), дъщеря на Карло I Гонзага (1580 – 1637), херцог на Мантуа.
През 1676 г. Йохан Фридрих назначава тогава 30-годишния учен и философ Готфрид Вилхелм Лайбниц като дворцов историограф и библиотекар на своя двор. През 1677 г. назначава също и епископ Нилс Стенсен в своя двор. Големият си стил Йохан Фридрих финансира чрез френски помощни пари.
Йохан Фридрих умира в Аугсбург по време на петото му пътуване за Италия. През 1680 г. той е погребан тържествено в Хановер в дворец Лайне. Тогава неговият по-малък брат Ернст Август поема управлението в Хановер. Неговата вдовица Бенедикта Хенриета с дъщерите им се мести през 1679 г. във френския двор в Париж при братовчедката си Елизабет Шарлота (1652 – 1722), съпруга на Филип I Орлеански и снаха на крал Луи XIV.
След Втората световна война саркофагът му е преместен в мавзолея на Велфите в Берггартен, Херенхаузен (Хановер).
- Йохан Фридрих фон Брауншвайг-Каленберг, ок. 1670
- Бенедикта Хенриета фон дер Пфалц

## Деца
Йохан Фридрих и Бенедикта Хенриета Филипина имат четири деца:
- Анна София (1670 – 1672)
- Шарлота Фелицита (1671 – 1710), ∞ 1696 г. за Риналдо д’Есте (1655 – 1737), херцог на Модена и Регио
- Хенриета Мари (1672 – 1757)
- Вилхелмина Амалия (1673 – 1742), ∞ 1699 г. за император Йозеф I (1678 – 1711)